# He's My Man
He's My Man is een single van de Amerikaanse meidengroep The Supremes uit 1975. Het was de eerste single van de groep die uitgebracht werd sinds twee jaar. Dit kwam doordat de groep geen nummers meer van het platenlabel Motown op mocht nemen wegens ruzie over het contract. Toen er weer opgenomen mocht worden, in augustus 1974, hadden twee van de drie Supremes de groep verlaten: Lynda Laurence om een gezin te stichten en leadzangeres Jean Terrell omdat ze vond dat The Supremes niet genoeg aandacht van Motown kregen. Het overgebleven lid en mede-oprichtster Mary Wilson, moest daarom twee nieuwe leden vinden. Die vond ze in een oud-lid Cindy Birdsong en in Scherrie Payne, de zangeres van de opgeheven soulgroep Glass House. He's My Man is het eerste nummer van The Supremes waarop Payne te horen is. Ze zong, samen met Mary Wilson, lead in het nummer.
"He's My Man" had wisselend succes. Het nummer haalde de Amerikaanse poplijst noch de Britse. Ook werd slechts de #69 plek op de R&B lijst gehaald. Ondanks deze slechte noteringen, voor zover ze er waren, werd er wel groot succes op de Disco-lijst behaald. Het nummer steeg door tot de top, de #1 positie.

## Bezetting
- Lead: Scherrie Payne en Mary Wilson
- Achtergrondzangeressen: Cindy Birdsong, Mary Wilson en Scherrie Payne
- Schrijvers: Greg Wright en Karin Patterson
- Productie: Greg Wright